# Shiran (sockenhuvudort i Kina, Zhejiang Sheng, lat 28,35, long 120,41)
Shiran (kinesiska: 石染, 石染乡) är en sockenhuvudort i Kina. Den ligger i provinsen Zhejiang, i den östra delen av landet, omkring 210 kilometer söder om provinshuvudstaden Hangzhou. Antalet invånare är 3 262. Befolkningen består av 1 533 kvinnor och 1 729 män. Barn under 15 år utgör 19,0 %, vuxna 15-64 år 63 %, och äldre över 65 år 17,0 %.
Runt Shiran är det tätbefolkat, med 266 invånare per kvadratkilometer. Närmaste större samhälle är Bilian, 15,0 km öster om Shiran. I omgivningarna runt Shiran växer i huvudsak blandskog.
Genomsnittlig årsnederbörd är 2 331 millimeter. Den regnigaste månaden är juni, med i genomsnitt 383 mm nederbörd, och den torraste är januari, med 67 mm nederbörd.